# Navid Afkari
Navid Afkari (en persa: نوید افکاری‎; Shiraz, 1993 - ibíd, 12 de septiembre de 2020) fue un luchador de lucha libre iraní. Fue acusado de asesinar a un guardia de seguridad en 2018, en los alrededores de una de las manifestaciones contra el régimen islamista chií en Irán, en la que había participado. Como resultado, se le impuso el qisas [en español, «retribución» o «ley del talión»], poniendo su destino en manos de la familia de la víctima. Estos exigieron la ejecución de Afkari. Su culpabilidad y el proceso legal son controvertidos. A pesar de todas las protestas, Afkari fue ejecutado en la horca el 12 de septiembre de 2020 en presencia de la familia del guardia de seguridad. A su familia no se le permitió asistir a su funeral esa noche. 

## Vida
Navid Afkari era un luchador de lucha libre activo y vivía en el sur de Irán. Ganó algunos campeonatos de lucha libre, así como en estilo grecorromano y también participó en campeonatos internacionales.
Junto con dos de sus hermanos, Navid Afkari participó en las protestas contra el gobierno iraní en 2018. En los márgenes de una manifestación, las autoridades iraníes afirman que apuñaló a un empleado de una empresa de suministro de agua, que era miembro de las milicias Basij. Fue detenido con su hermano, Vahid Afkari, el 17 de septiembre de 2018. Otro hermano, Habib Afkari, fue arrestado tres meses después. Las autoridades dijeron que Navid Afkari confesó el asesinato. El propio Navid Afkari, su familia y organizaciones de derechos humanos responden que la confesión se obtuvo mediante tortura. La televisión estatal iraní mostró su confesión y grabaciones del presunto delito. Como resultado, un tribunal penal iraní le condenó a la qisas en 2018. A petición de la familia del guardia de seguridad, el tribunal lo condenó a muerte. Un tribunal revolucionario islámico dictó una segunda sentencia de muerte por moharabe, «enemistad con Dios».
Sus dos hermanos, que habían participado con él en las protestas contra el régimen iraní, recibieron penas de prisión de 54 y 27 años. Además, los tres fueron condenados a ser azotados con 74 latigazos. El fallo fue confirmado por la Corte Suprema del país en 2020, por lo que la condena es definitiva. Activistas iraníes de derechos humanos dijeron en septiembre de 2020 que existía una creciente preocupación de que la aplicación era inminente. El Iran Human Rights Monitor informó en septiembre de 2020 que Afkari había sido trasladado a un ala de alta seguridad y maltratado, y que se le negaba tratamiento médico.
La Federación Internacional por los Derechos Humanos y la organización Justice for Iran con sede en Londres informaron en junio de 2020 que los medios estatales iraníes habían distribuido al menos 355 confesiones forzadas en la última década. El país utiliza sistemáticamente confesiones forzadas para presionar a los disidentes y asustarlos.
Navid Afkari fue ejecutado el 12 de septiembre de 2020 en la prisión de Adel-Abad. La pena de muerte, que inicialmente solo debería haberse ejecutado después de los 74 latigazos y una pena de prisión de seis años y medio, se adelantó con sorprendente rapidez. A su familia no se le permitió asistir a su funeral, que se celebró bajo estrictas medidas de seguridad la noche siguiente en Sangar, un pueblo de la provincia de Fars, en el sur de Irán.

## Reacciones
La escena de la lucha libre internacional mostró su solidaridad con Afkari y protestó contra la inminente ejecución. El tres veces campeón del mundo, Frank Stäbler, compartió en Instagram: «La familia de los luchadores y la comunidad deportiva mundial lo respaldan. Luchamos juntos para lograr justicia para Navid y su familia.» Aline Rotter Focken, ex campeona del mundo, escribió en las redes sociales: «La comunidad de la lucha libre tiene la responsabilidad de participar. Por favor, salvad a Navid.»  
Estados Unidos y el Comité Olímpico Internacional habían hecho campaña recientemente a favor de la suspensión de la pena de muerte de Afkari y se mostraron consternados tras la ejecución. Sin embargo, al mismo tiempo, el COI declaró que respetaba la soberanía de la República Islámica de Irán.
La asociación deportiva internacional Global Athlete pidió sanciones deportivas para Irán: el COI y la Federación Mundial de Lucha Libre deberían prohibir al país participar en competencias por esta «atroz ejecución». Amnistía Internacional también condenó la ejecución y pidió consecuencias. El secretario de Estado estadounidense, Mike Pompeo, escribió en Twitter: «Es un asalto espantoso a la dignidad humana, incluso para los repugnantes estándares de ese régimen. Las voces del pueblo iraní no serán silenciadas.» El político estadounidense calificó al régimen iraní de «brutal y despiadado».